# Michel Visi
Michel Visi (ur. 24 października 1954 w Ningfire, zm. 19 maja 2007) – vanuacki duchowny katolicki, biskup Port Vila od 1996 do śmierci.

## Życiorys
Święcenia kapłańskie otrzymał w dniu 15 grudnia 1982 w diecezji Port Vila.

## Episkopat
30 listopada 1996 papież Jan Paweł II mianował go biskupem diecezji Port Vila. Sakry biskupiej udzielił mu 12 kwietnia 1997 biskup emerytowany diecezji Port Vila - Francis-Roland Lambert.